# 다그머 라샌더

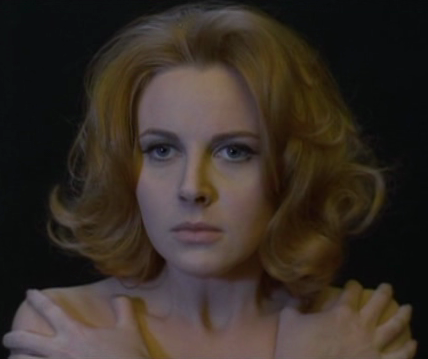

다그마어 라산더(Dagmar Lassander, 1943년 6월 16일 ~ )는 독일의 배우이다.
프라하에서 태어났다.

## 출연 작품
- 토마소 (2016년)
- 몬스터 샤크 (1984년)
- 시실리 마피아 (1984년)
- SAS 산살바도르 (1982년)
- 무덤 위에 세운 집 (1981년)
- 검은 고양이 (1981년)
- 괴짜 형사 (1977, Piedone l'africano)
- 울프맨 (1976년)
- 신디케이트 워 (1973년)
- 이브의 외출 (1972, Guardami nuda)
- 공포의 허니문 (1969년) - 헬렌 우드 역